# Prosopistoma pennigerum
Prosopistoma pennigerum är en dagsländeart som först beskrevs av Müller 1875.  Prosopistoma pennigerum ingår i släktet Prosopistoma, och familjen skölddagsländor. Enligt den svenska rödlistan är arten nationellt utdöd i Sverige. . Arten har tidigare förekommit i Götaland men är numera lokalt utdöd. Artens livsmiljö är sjöar och vattendrag, våtmarker.